# Georg von Flondor (Politiker, 1826)
Georg Ritter von Flondor, auch Gheorge von Flondor (* 11. Oktober 1826 in Storozynetz (Storojineț); † 13. Juni 1892 ebenda) war ein österreichisch-rumänischer Politiker und Abgeordneter im Bukowiner Landtag.
1850 heiratete Flondor Isabella Dobrowolski von Buchenthal (1835–1890). Das Ehepaar hatte sieben Kinder: Theodor, Aglae, Costachi, Ecaterina (1871–1875), Elena (1868–1916), Johann, Nikolaus.